# 히에로뉴모스 (카르디아)
히에로뉴모스(고대 그리스어: Ιερώνυμος ο Καρδιανός , 기원전 360년, ? - 기원전 255년 ?)는 고대 그리스 트라키아의 도시 중 하나인 카르디아의 인물로 장군이자, 역사가로 알렉산더 대왕과 동 시대의 인물이다.

## 생애
처음에는 알렉산더 대왕의 후계자(디아도코이) 중 하나인 에우메네스를 섬기고 안티고노스 1세에 사자 역 등을 맡았다. 에우메네스는 원래 그의 친구이자, 동료였다고 알려져 있지만, 자세한 것은 알려져 있지 않다.
에우메네스의 사후 안티고노스 1세, 데메트리오스 1세, 안티고노스 2세(안티고노스 왕조)를 섬겼다.
디아도코이 전쟁의 유일한 동시대의 역사인 《후계자 역사》를 저술한 것으로 알려졌다. 원저는 현재 이미 흩어져 그 내용은 직접 전해지지 않지만, 역사가 디오도로스 시켈로스 《역사총서》의 저술 내용이 인용되는 형태로 전해지고 있다. 안티고노스 1세를 디아도코이 전쟁의 최강자, 에우메네스를 최강자로, 안티고노스의 유일한 적수로 현재까지 계속 디아도코이 전쟁의 인물평은 그 둘을 섬겼던 히에로뉴모스의 저술의 영향이 크다고 말한다.

## 같이 보기
- 디아도코이 전쟁
- 카르디아의 에우메네스
- 히스토리에 - 에우메네스를 주인공으로 한 이와아키 히토시의 만화